# Qualificazioni al Campionato CONCACAF 1989
Sono elencate di seguito le date e i risultati per le qualificazioni al Campionato CONCACAF 1989.

## Formula
16 membri CONCACAF: 5 posti disponibili per la fase finale. Nessuna squadra è qualificata direttamente alla fase finale. L'iscrizione del Belize viene rifiutata dalla FIFA per motivi finanziari. Rimangono 15 squadre per cinque posti disponibili per la fase finale. Le qualificazioni si compongono di un due turni: Canada, El Salvador, Honduras, Messico e Stati Uniti accedono direttamente al secondo turno. Successivamente, il 30 giugno 1988 il Comitato Esecutivo della FIFA squalifica il Messico per due anni per aver schierato in campo alcuni giocatori che eccedevano il limite d'età imposto.
- Primo turno: 10 squadre, giocano partite di andata e ritorno. Le vincenti accedono al secondo turno.
- Secondo turno: 10 squadre, giocano partite di andata e ritorno. Le vincenti si qualificano alla fase finale.

## Primo turno
| Georgetown 17 aprile 1988 | Guyana | 0 – 4 | Trinidad e Tobago |  |

| San Fernando 8 maggio 1988 | Trinidad e Tobago | 1 – 0 | Guyana |  |

Trinidad e Tobago accede al secondo turno.
| L'Avana 30 aprile 1988 | Cuba | 0 – 1 | Guatemala |  |

| San Marcos 15 maggio 1988 | Guatemala | 1 – 1 | Cuba |  |

Guatemala accede al secondo turno.
| Kingston 12 maggio 1988 | Giamaica | 1 – 0 | Porto Rico |  |

| San Juan 29 maggio 1988 | Porto Rico | 1 – 2 | Giamaica |  |

Giamaica accede al secondo turno.
| Saint John's 19 giugno 1988 | Antigua e Barbuda | 0 – 1 | Antille Olandesi |  |

| Willemstad 29 luglio 1988 | Antille Olandesi | 3 – 1 (d.t.s.) | Antigua e Barbuda |  |

Antille Olandesi accede al secondo turno.
| Alajuela 17 luglio 1988 | Costa Rica | 1 – 1 | Panama |  |

| Panama 31 luglio 1988 | Panama | 0 – 2 | Costa Rica |  |

Costa Rica accede al secondo turno.

## Secondo turno
| Kingston 17 luglio 1988 | Giamaica | 0 – 0 | Stati Uniti |  |

| Saint Louis 13 agosto 1988 | Stati Uniti | 5 – 1 | Giamaica |  |

Stati Uniti si qualifica alla fase finale.
| Willemstad 1º ottobre 1988 | Antille Olandesi | 0 – 1 | El Salvador |  |

| San Salvador 16 ottobre 1988 | El Salvador | 1 – 1 | Antille Olandesi |  |

El Salvador si qualifica alla fase finale.
| 1º luglio 1988 | Costa Rica | – | Messico |  |

|  | Messico | – | Costa Rica |  |

Messico viene squalificato per avere schierato giocatori fuori dal limite di età previsto durante l'edizione 1988 del Campionato nordamericano di calcio Under-20, e Costa Rica si qualifica alla fase finale.
| Città del Guatemala 9 ottobre 1988 | Guatemala | 1 – 0 | Canada |  |

| Burnaby 15 ottobre 1988 | Canada | 3 – 2 | Guatemala |  |

Guatemala si qualifica alla fase finale.
| Port of Spain 30 ottobre 1988 | Trinidad e Tobago | 0 – 0 | Honduras |  |

| Tegucigalpa 13 novembre 1988 | Honduras | 1 – 1 | Trinidad e Tobago |  |

Trinidad e Tobago si qualifica alla fase finale.